# Tandikat
De Tandikat, ook bekend onder de namen Tandikai en Tandikek, is een stratovulkaan op West Sumatra, Indonesië. De vulkaan is 2.438 meter hoog en vormt een tweelingvulkaan met de Singgalang, die ten noordoosten ligt van de Tandikat. Historisch is enkel de Tandikat een actieve vulkaan. De stad Padang Panjang ligt aan de voet van deze vulkaan, op ongeveer 7.5 kilometer afstand ervan.